# Topsleeper
Een zogenaamde topsleeper is een vrachtwagencabine-uitvoering met verhoogd dak geschikt voor een slaapplaats. De constructie van zo'n cabine kwam vooral in de twintigste eeuw in zwang. Op de internationale routes kon op deze manier veel tijd worden gewonnen in de rittijden. Het werd mogelijk om onafhankelijk van hotel ed. te overnachten en met een extra chauffeur werd het mogelijk om zelfs zeer lange ritten ononderbroken te blijven rijden. Zo kwamen ritten van bijvoorbeeld Amsterdam - Moskou en Amsterdam - Ankara steeds meer in de belangstelling. Het had meerdere voordelen, want wanneer de chauffeur sliep, reed zijn collega en op parkeerplaatsen was er altijd iemand in de truck aanwezig. Op lange eenzame weggedeelten en stopplaatsen was diefstal van een gehele vrachtwagen inclusief lading zeker niet denkbeeldig.